# The Danger Line (film 1916)
The Danger Line è un cortometraggio muto del 1916 diretto da Charles Ashley.

## Produzione
Il film fu prodotto dalla Essanay Film Manufacturing Company.

## Distribuzione
Distribuito dalla General Film Company, il film - un cortometraggio in tre bobine - uscì nelle sale cinematografiche statunitensi il 29 aprile 1916.